# Niu Guerrer
El Niu Guerrer fou una societat humorística i recreativa fundada a Barcelona el 1874 que mantingué les seves activitats fins al 1936.
Organitzà nombroses cavalcades de Carnaval, certàmens literaris de caràcter humorístic, balls i obres de teatre. Com la majoria d'aquestes societats recreatives, a banda d'organitzar actes lúdics i festius també desenvolupà una tasca filantròpica, recollint diners per als damnificats d'atemptats i naufragis. Disposà de diferents locals al barri antic de la ciutat i fins i tot arribà a tenir un teatre propi. Edità el periòdic Lo Niu Guerrer (més tard Niu Guerrer).
Els socis d'aquesta entitat eren bàsicament menestrals i comerciants, com el mestre argenter Carles Torruella, però també cal destacar alguns literats i intel·lectuals com Conrad Roure i Bofill, Rossend Arús i Arderiu i Josep Oriol Molgosa. Bona part dels seus fons documentals es conserven al Museu Frederic Marès de Barcelona i foren objecte d'una exposició temporal (2012-2013).